# جويل أنطونيو مارتينز
جويل أنطونيو مارتينز (بالبرتغالية: Joel Antônio Martins‏) (مواليد 23 نوفمبر 1931) هو لاعب كرة قدم. يلعب مع منتخب البرازيل لكرة القدم. سبق له أن لعب في كأس العالم لكرة القدم مع منتخب بلاده.

## روابط خارجية
- جويل أنطونيو مارتينز على موقع الاتحاد الدولي (مؤرشف)  (الإنجليزية)
- جويل أنطونيو مارتينز على موقع قاعدة بيانات كرة القدم.إي يو (الإنجليزية)
- جويل أنطونيو مارتينز على موقع ناشيونال فوتبول تيمز (الإنجليزية)
- جويل أنطونيو مارتينز على موقع عالم كرة القدم.نت (الإنجليزية)